# 莫斯泰罗 (孔迪镇)
莫斯泰罗是葡萄牙波尔图区的一个堂区。总面积3.07平方公里，总人口891人，人口密度290.2人/平方公里。